# Kletek (Pucakwangi)
Kletek is een bestuurslaag in het regentschap Pati van de provincie Midden-Java, Indonesië. Kletek telt 2305 inwoners (volkstelling 2010).